# Friedrich Klausing
Friedrich Hermann Klausing (* 19. August 1887 in Mönchengladbach; † 6. August 1944 in Prag) war ein deutscher Jurist und Hochschullehrer.

## Leben
Friedrich Klausing war der Sohn des Oberrealschuldirektors Friedrich Klausing (1857–1908) und Ida (1865–1935), geborene Trappmann. Nach dem Abschluss seiner Schullaufbahn absolvierte er ein Studium der Staats- und Rechtswissenschaft, Geschichte sowie Philosophie an den Universitäten in Marburg, München und Berlin. Während seines Studiums wurde er Mitglied beim Verein Deutscher Studenten Marburg. Nach dem Assessorexamen promovierte er 1913 in Marburg mit der Dissertation Über Handelsgebräuche im Zahlungsverkehr mit Wechseln und Schecks bei Ernst Heymann zum Dr. jur. und habilitierte sich im gleichen Jahr mit der Schrift Die Zahlung durch Wechsel und Scheck ebenfalls in Marburg.
Klausing wurde 1914 Dozent an der Handelshochschule München und nahm von 1914 bis 1918 am Ersten Weltkrieg teil, zuletzt als Leutnant der Reserve und Kompanieführer. Nach Kriegsende war er 1920 als Professor Direktor der Handelshochschule München. Ab 1921 lehrte er an der Universität Frankfurt, wechselte 1932 an die Universität Marburg und kehrte 1933 auf den Lehrstuhl für Deutsche Rechtsgeschichte, Zivil- und Wirtschaftsrecht nach Frankfurt zurück.
Klausing gehörte von 1920 bis 1932 der Deutschen Volkspartei an und trat nach der nationalsozialistischen Machtübernahme zum 1. Mai 1933 der NSDAP bei (Mitgliedsnummer 2.532.414). Bereits 1930 war er dem Kampfbund für deutsche Kultur beigetreten. Seit 1931 war er Mitglied im Stahlhelm, Bund der Frontsoldaten und wechselte 1933 im Zuge der Überführung dieser Organisation in die Sturmabteilung (SA). In der SA erreichte er mindestens den Rang eines Obersturmführers. Er war wehrpolitischer Referent der SA in Hessen. Klausing beteiligte sich schon im Frühjahr 1933 an den politischen Säuberungen der Frankfurter Universität und anderen Institutionen von „Juden und Linken“. Besonders stark bekämpfte er den jüdischen Sozialdemokraten und Arbeitsrechtler Hugo Sinzheimer. Für seine Verdienste um die Säuberung der Universität wurde Klausing am 28. November vom Rektor der Universität Ernst Krieck das Amt des Dekans der juristischen Fakultät verliehen, welches er bis 1937 bekleidete. Als Experte für u. a. Bank- und Kreditrecht vertrat Klausing das Reich auf internationalen Konferenzen und sorgte 1934 bei der Tagung der Internationalen Akademie für vergleichende Rechtswissenschaft dafür, dass von deutscher Seite nur Nichtjuden teilnehmen dürfen. Klausing wird von dem Historiker Erich Später zu den „kämpferischen Nationalsozialisten“ gezählt, die Gewähr dafür boten, sich auf ihren jeweiligen Posten für die jeweiligen Ziele des Nationalsozialismus einzusetzen. Dabei förderten sie auch ihre eigene Karriere.
Klausing gehörte zudem der Akademie für Deutsches Recht an, die die programmatischen Vorstellungen der Nazis in ein neues Volksgesetzbuch einfließen lassen sollte. Dort leitete er den GmbH-Ausschuss. Nach Beginn des Zweiten Weltkrieges meldete sich Klausing als Hauptmann der Reserve freiwillig zur Wehrmacht und nahm am Westfeldzug teil. Nach dem Frankreichfeldzug 1940 wurde Klausing auf den Lehrstuhl für Bürgerliches-, Wirtschafts- und Arbeitsrecht an der Deutschen Karls-Universität in Prag berufen.
Klausing zog mit seiner Frau nach Prag. Dort sollte nach der Einrichtung des Protektorats Böhmen und Mähren, das eine De-facto-Annexion bedeutete, die deutsche Karls-Universität als einzig verbliebene Universität in Prag, zu einem „Forschungs- und Planungszentrum für die NS-Besatzungspolitik in Böhmen und Mähren“ ausgerichtet werden. Dazu gehörte als Voraussetzung die „Entjudung“ der Universität, bei der 10 % der Studenten und 33 % des Lehrkörpers entlassen wurden. Es war selbstverständlich, dass den Angehörigen der Besatzungsmacht freie Wohnungen zur Verfügung gestellt wurden, die zuvor von Tschechen bewohnt worden waren. Klausing reichten die angebotenen Wohnungen vom Standard her nicht aus. Im November 1940 richtete er ein Schreiben an das Reichsministerium für Wissenschaft, in dem er auf eine großzügige Villa einer reichen „jüdischen“ Familie reflektierte. Der Reichsprotektor Neurath wies ihm daraufhin die „Villa Waigner“ in der Bubentscher Straße 55 zu. Die vorigen Besitzer, der jüdische Bankier und Unternehmer Emil Waigner und seine Frau Marie waren am 9. August 1940 enteignet und aus ihrem Haus geworfen worden. Beide wurden in Konzentrationslager deportiert und 1942 Opfer des Holocaust. Zu dieser Zeit, lange nach ihrem Einzug, waren Klausing und seine Ehefrau mit dem Zustand der Villa nicht zufrieden. Noch im August 1942 stritten sie mit den Behörden über die Verteilung von Kosten für Renovierungsarbeiten. Im November 1943 wurde Klausing zum Rektor der Universität ernannt.
Klausing war mit Marie-Sibylle (* 1889), geborene Lehmann, verheiratet. Das Paar hatte die drei Söhne Benno (* 1915), der seit Anfang 1942 an der Ostfront vermisst wurde, Friedrich Karl (* 1920) und Otto (* 1926) sowie die Tochter Mathilde (* 1919). Sein Sohn Friedrich Karl Klausing nahm als Offizier der Wehrmacht und Adjutant von Claus Schenk Graf von Stauffenberg am 20. Juli 1944 teil. Nach dem gescheiterten Attentat stellte er sich am Morgen des 21. Juli 1944 der Gestapo. Gegen ihn wurde Anklage vor dem Volksgerichtshof erhoben. Als Klausing am 26. Juli durch eine Gestapobefragung die vermutliche Tatbeteiligung seines Sohnes bekannt wurde, erklärte er am gleichen Tag in einem Brief an den Staatsminister Karl Hermann Frank seinen Rücktritt als Rektor der Universität, bis sich die Unschuld seines Sohnes erwiesen habe. Frank nahm seinen Rücktritt an. Am 5. August wurden in der Prager Tagespresse die Personalien der Verschwörer bekanntgegeben. Klausing erhielt bei einer sogleich vereinbarten Unterredung mit Frank von diesem die Zustimmung zu seinem Vorhaben, sich zur Sühne der Tat seines Sohnes zum Dienst an der Waffe bei der Wehrmacht oder Waffen-SS zu melden. Zur gleichen Zeit forderte der oberste SA-Führer des Sudetengaus, Franz May, Klausing zum Suizid auf, um sein „Verhältnis zu SA zu klären“. Dieses wurde Klausing am 5. August um 16:00 übermittelt. Daraufhin erschoss sich Klausing in der Nacht vom 5. auf den 6. August 1944 in seiner Prager Villa. In dem Abschiedsbrief, den Klausing hinterließ, wies nichts auf ein Verständnis für die Tat seines Sohnes hin. Er schrieb vielmehr „wenn Du doch eine Kugel gefunden hättest – stirb als Mann“. Dazu schrieb er unter anderem an seinen Sohn Otto, dass er hoffe, dass dieser für sein Vaterland sterben dürfe. Klausing schloss seinen Abschiedsbrief, der dem Staatsminister Frank ausgehändigt werden sollte, mit einer Lobpreisung Deutschlands, der Soldaten, der SA und Adolf Hitlers. Sein Sohn Friedrich Karl Klausing wurde am 8. August 1944 nach einem Prozess vor dem Volksgerichtshof im Strafgefängnis Plötzensee gehängt. Nachdem die Witwe ausgezogen war, übernahm das Haus kurze Zeit später der damalige SS-Untersturmführer Hanns Martin Schleyer mit seiner Familie.